# Südliches Neuguineakrokodil
Das Südliche Neuguineakrokodil (Crocodylus halli) ist eine Art der Echten Krokodile (Crocodylidae), die südlich des Zentralhochlands von Papua-Neuguinea vorkommt.
Der nächste Verwandte des südlichen Neuguineakrokodils, welches erst 2019 als separate Crocodylus-Spezies deklariert wurde, ist das Nördliche Neuguinea-Krokodil (Crocodylus novaeguineae).
Die Namensgebung des Crocodylus halli erfolgte zu Ehren des US-amerikanischen Biologen Philip M. Hall, der schon in einer im Jahr 1989 veröffentlichten Studie, deutliche Unterschiede zwischen den Krokodilen des nördlichen und südlichen Neuguineas feststellte.

## Merkmale und Unterscheidungskriterien
Die beiden Arten von Neuguineakrokodilen weisen unauffällige, morphologische Unterschiede hinsichtlich des Knochenbaus auf. Äußerlich sieht das Südliche Neuguineakrokodil dem Nördlichen Neuguineakrokodil so ähnlich, dass es sich entweder per DNA-Analyse, oder anhand einiger Merkmale, die äußerlich nicht sichtbar oder eher unauffällig sind, von ihm unterscheiden lässt.
So ist das Prämaxillare im Verhältnis zum Maxillare beim Südlichen Neuguineakrokodil länger als beim Nördlichen Neuguineakrokodil, das Stirnbein ist länger, das Nasenbein kürzer. Schuppenbein und Postorbitale sind länger und breiter als beim Nördlichen Neuguineakrokodil. Auch das Flügelbein ist breiter. Weitere Unterschiede betreffen die Beschuppung. So hat das Südliche Neuguineakrokodil nicht mehr als vier größere, in einer einzelnen Querreihe angeordnete Postoccipital-Schuppen (direkt hinter dem Hinterhaupt gelegene Schuppen); beim Nördlichen Neuguineakrokodil sind es vier bis sieben. Adulte Exemplare der im Lake Murray vorkommenden Population des Südlichen Neuguineakrokodils haben einen besonders breiten Schädel. Die Schädelbreite der Tiere liegt bei mehr als der Hälfte der Schädellänge.

## Verbreitung und Fortpflanzung
Das Südliche Neuguineakrokodil kommt in Papua-Neuguinea südlich des zentralen Hochlands von der Central Province im Osten westwärts bis zum Fly vor und lebt dort in Sümpfen, Flüssen, Seen und gelegentlich auch in Flussmündungen bis in Höhen von maximal 600 Metern. Die Art vermehrt sich während der von November bis April andauernden Regenzeit. Zur gleichen Zeit erfolgt auch die Fortpflanzung des Leistenkrokodils (Crocodylus porosus), während sich das Nördliche Neuguineakrokodil zum Ende der von Juli bis November dauernden Trockenzeit fortpflanzt. Die Gelege des Südlichen Neuguineakrokodils umfassen durchschnittlich 22 Eier, die ein Durchschnittsgewicht von 104 g haben (ca. 35 Eier mit einem Gewicht von 73 g bei C. novaeguineae). Die Jungtiere des Südlichen Neuguineakrokodils sind beim Schlupf 26 bis 32 cm lang und damit etwa 5 cm länger als die des Nördlichen Neuguineakrokodils.

## Belege
1. 1 2  New species of crocodile discovered in museum collections Science Daily, aufgerufen am 7. März 2022
2. 1 2 3  Christopher M. Murray, Peter Russo, Alexander Zorrilla und Caleb D. McMahan. 2019. Divergent Morphology among Populations of the New Guinea Crocodile, Crocodylus novaeguineae (Schmidt, 1928): Diagnosis of An Independent Lineage and Description of A New Species. Copeia. 107(3); 517–523. DOI: 10.1643/CG-19-240
3. 1 2  Hall, P. M. 1989. Variation in geographic isolates of the New Guinea crocodile (Crocodylus novaeguineae, Schmidt) compared with the similar, allopatric, Philippine crocodile (C. mindorensis Schmidt). Copeia 1989:71–80.